# Пут путујем
Пут путујем пети албум сплитске групе Магазин. Албум садржи 11 песама од којих су хитови насловна нумера, Након много година, Иди, Све би секе љубиле морнаре, Наташа и Два зрна грожђа. Изашао је 1986. године у издању Југотона.

## Списак песама
Аутор(и) свих текстова: Ненад Нинчевић, аутор(и) свих песама: Тончи Хуљић.
| №  | Назив       | Трајање |  |
| 1. | Пут путујем |         |  |
| 2. | Сањам       |         |  |

## Занимљивости
- Овај албум је продат у 670.000 примерака.
- Сок Пипи има пиће са укусом мандарине по називом Све би секе љубиле морнаре[2]